# مردی شبیه باران
مردی شبیه باران فیلمی ایرانی به کارگردانی و نویسندگی سعید سهیلی ساختهٔ سال ۱۳۷۵ است.

## خلاصه داستان
منصور قاسمی یکی از فرماندهان برون مرزی سپاه در جریان حمله نیروهای دشمن موجی و دستگیر می‌شود. عراقی‌ها برای شناسایی فرمانده اسرا (منصور قاسمی) فردی را به جاسوسی در میان آن‌ها اجیر می‌کنند. جاسوس که به‌طور اتفاقی در جریان مکالمه منصور و برادر همسرش او را شناسایی کرده بود توسط منصور کشته می‌شود - عراقی‌ها با کشته شدن نیروی نفوذی خود و همچنین بی‌نتیجه ماندن شناسایی فرمانده - شکنجه اسرا را تشدید کرده و سهمیه آب اردوگاه را قطع می‌کنند. برادر همسر منصور در جریان شکنجه عراقی‌ها به شهادت رسیده و همسر منصور (زینت) که به اسارت دشمن درآمده بود؛ به منظور شناسایی منصور به میان اسرا آورده می‌شود. زینت پس از جستجوی اسرا منصور را می‌یابد، اما وقتی با جنازه برادر شهیدش مواجه می‌شود او را منصور قاسمی معرفی می‌کند.

## بازیگران
- ابوالفضل پورعرب
- حسین انصاری
- فاطمه صامتی
- حمید طالقانی
- مجید عبدالعظیمی
- رضا سعیدی
- حسن چودن
- محمود ثابت‌نیا
- ماشاالله شاهمرادی‌زاده
- محمد تقی‌نژاد
- حسین مقدم
- فرید کشن‌فلاح
- محمد وثوق
- جواد آزاد
- علیرضا نعمتیان
- حسن یحیوی
- جواد علی‌زاده
- حسن روح‌پروری
- حمیدرضا سهیلی
- سینا مهراد
- مصطفی بغلانی
- محمدعلی نوروزی
- مهدی وفاجو
- بهروز شوشی
- رضا عطار
- محمد عابد
- میرزا بیگداد
- علی مربی
- ابوالفضل موسایی
- حسن رضایی مقدم‌پور
- رسول اسلامی
- عباس نژادمحمد